# Billerbeck (niedersächsisch-pommersches Adelsgeschlecht)

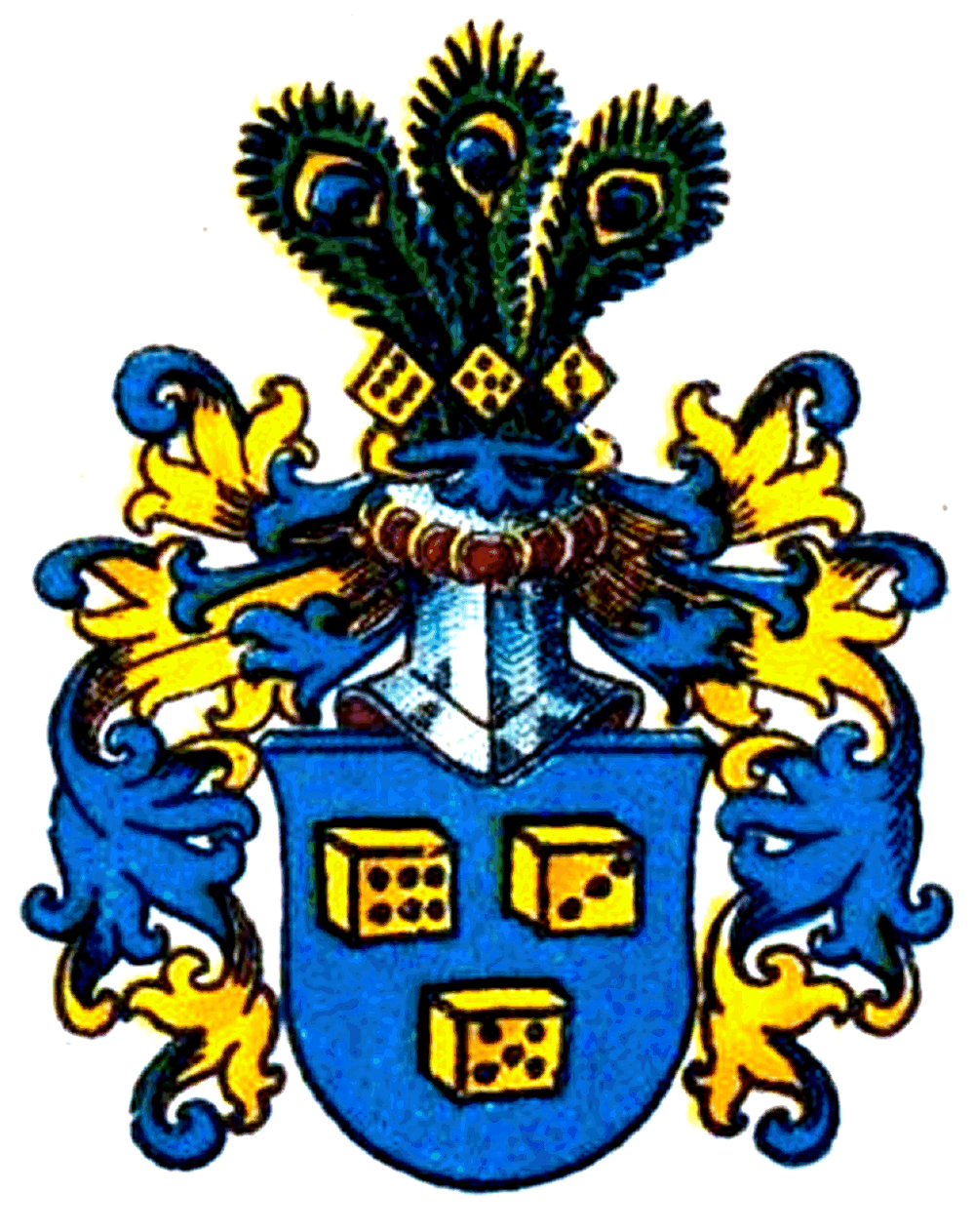
Wappen derer von Billerbeck

Billerbeck ist der Name eines ursprünglich sächsischen Uradelsgeschlechts.
Es ist zu unterscheiden von drei stammverschiedenen westfälischen Geschlechtern Billerbeck mit anderen Wappen und dem Stammsitz Billerbeck im Münsterland, wovon eines bereits um 1400, ein weiteres um 1650 ausstarb.

## Geschichte

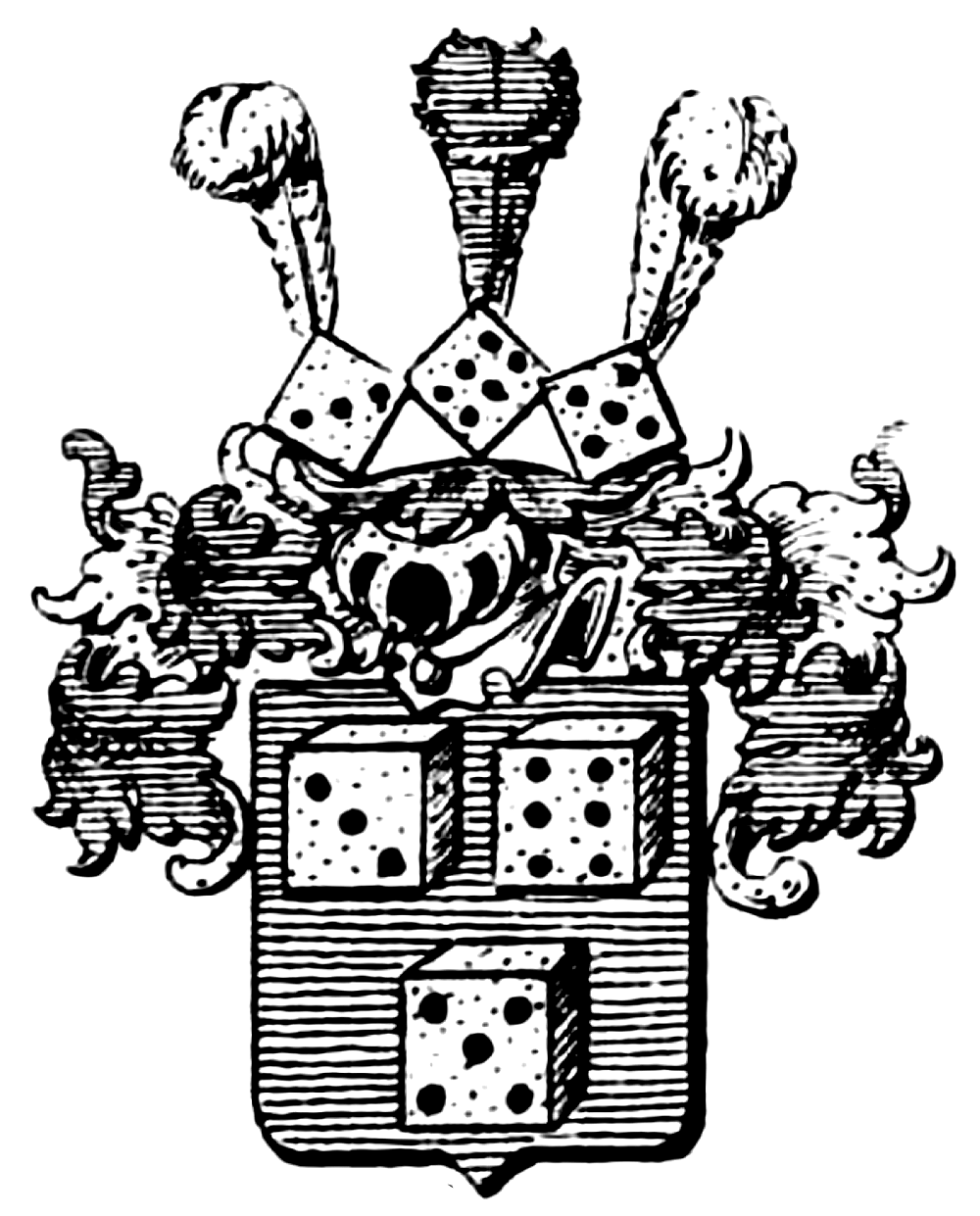
Wappen derer von Billerbeck

Namen stiftender Stammsitz ist dem gleichnamigen Ort in der Nähe von Lüneburg. Dort wird es mit seinem ersten namentlich bekannten Vertreter Ulricus des Bilrebeke am 13. September 1301 urkundlich genannt.
Seit etwa 1400 teilt sich das Geschlecht in mehrere Linien, die sich nach und nach über Mecklenburg, Mark Brandenburg und Pommern ausbreiteten. 
Neben der Hauptfamilie gibt es einen Zweig, der von den unehelichen Söhnen Otto Friedrich und Karl Rudolf Wilhelm Billerbeck des 1751 verstorbenen preußischen Oberstleutnants Otto Friedrich von Billerbeck, Herrn auf Warnitz, und der Helene Henrika von Gladiß abstammt. Er erlangte am 15. Juli 1751 eine preußische Adelslegitimation unter Beilegung des väterlichen Namens und Wappens.

## Wappen
Wappenbeschreibung: Das Wappen zeigt in Blau drei (2:1) goldene Würfel, die beiden oberen mit 5 und 3, der untere mit 6 Punkten (auch anders verteilt). Auf dem Helm mit blau-goldenen Decken die drei Würfel balkenweis, je aufs Eck gestellt (auch drei goldene Wecken) und jeweils mit einer Straußenfeder (gold, blau, gold) (auch mit einem natürlichen Pfauenspiegel) bestückt.

## Angehörige
- Constantin von Billerbeck (1673–1744), preußischer Oberst und Kommandant der Festung Pillau
- Johann Christoph von Billerbeck (1703–1777), preußischer Generalleutnant
- Heinrich Wilhelm von Billerbeck (1707–1775), preußischer Oberst
- Konstantin von Billerbeck (1713–1785), preußischer Generalleutnant
- Christoph von Billerbeck (1714–1790), preußischer Oberst
- Carl Gottfried von Billerbeck (1721–1761), preußischer Major
- Liane von Billerbeck (* 1957), deutsche Journalistin